# Dieter Meinel
Dieter Meinel (* 28. Dezember 1949 in Sachsenberg-Georgenthal) ist ein ehemaliger deutscher Skilangläufer, der für die Deutsche Demokratische Republik startete.

## Werdegang
Meinel, der für den SC Dynamo Klingenthal startete, nahm bis 1969 an Juniorenrennen teil. Dabei wurde er im Februar 1967 Dritter bei den Skispielen in Oberhof über 10 km. Im Februar 1969 gewann er diesen Lauf. Im folgenden Jahr holte er bei den DDR-Skimeisterschaften in Brotterode Silber mit der Staffel. In der Saison 1972/73 siegte er in Östersund mit der Staffel, errang beim Czech-Marusarzówna-Memorial in Zakopane den dritten Platz über 15 km und den ersten Platz mit der Staffel und bei den DDR-Skimeisterschaften 1973 in Schmiedefeld erneut den zweiten Platz. In der folgenden Saison kam er mehrmals unter die ersten Zehn und erreichte damit den 15. Platz im inoffiziellen Weltcup. Beim Saisonhöhepunkt, den Nordischen Skiweltmeisterschaften 1974 in Falun, holte er zusammen mit Gerd Heßler, Gerhard Grimmer und Gert-Dietmar Klause die Goldmedaille mit der Staffel und wurde dafür mit dem vaterländischen Verdienstorden in Bronze geehrt. Zudem errang er dort den achten Platz über 30 km. Bei den DDR-Skimeisterschaften 1974 in Klingenthal wurde er zusammen mit der Staffel von Dynamo Klingenthal DDR-Meister.
In der Saison 1974/75 kam Meinel bei den DDR-Skimeisterschaften 1975 in Oberwiesenthal über 15 km und 30 km jeweils auf den dritten Platz und triumphierte erneut mit der Staffel. Im Februar 1975 wurde er in Falun bei den Svenska Skidspelen Zweiter mit der Staffel. Nach Platz eins in Val Gardena und Rang drei in Reit im Winkl mit der Staffel zu Beginn der Saison 1975/76, lief er Anfang Februar 1976 in Innsbruck bei seiner einzigen Teilnahme bei Olympischen Winterspielen jeweils auf den 33. Platz über 30 km und 50 km. Nach der Saison beendete er aufgrund einer Knieverletzung seine Karriere. Er arbeitete zunächst beim SC Dynamo Klingenthal und war von 1984 bis 2010 als Polizist tätig.
Seine Schwester Christel Meinel war ebenfalls als Skilangläuferin aktiv.

## Teilnahmen an Weltmeisterschaften und Olympischen Spielen

### Olympische Spiele
- 1976 Innsbruck: 33. Platz 30 km, 50. Platz 50 km

### Nordische Skiweltmeisterschaften
- 1974 Falun: 1. Platz Staffel, 8. Platz 30 km